# Tyranneau de Weeden
Phyllomyias weedeni
Espèce
Statut de conservation UICN

 VU C2a(ii) : Vulnérable
Le Tyranneau de Weeden (Phyllomyias weedeni) est une espèce de passereau placée dans la famille des Tyrannidae.
De découverte récente, il est encore mal connu.

## Répartition
Cet oiseau vit dans les Yungas du nord-ouest de la Bolivie et dans l'extrême sud-est du Pérou.

## Habitat
Il vit dans les forêts humides ou semi-humides.